# Canadese guldenroede
Canadese guldenroede (Solidago canadensis) is een plant uit de composietenfamilie. 
De plant komt oorspronkelijk niet voor in Europa, maar is als sierplant ingevoerd. Deze exoot gedijt echter goed en verwilderde planten hebben inmiddels een vaste plaats in de Europese flora verworven. Ze komt massaal voor op braakliggende grond, industrieterreinen, stortplaatsen en langs bosranden en oevers. De in Noord-Amerika voorheen als aparte soort aangemerkte Solidago altissima wordt tegenwoordig gezien als variëteit van Canadese guldenroede onder de botanische naam Solidago canadensis var. scabra.
Het is een van de eerste planten die braakliggende of verbrande terreinen bevolken, waar deze vaste plant mede dankzij de lange wortelstokken goed water kan vinden en zich met behulp van ondergrondse uitlopers flink uit kan breiden, waarbij andere soorten verdrongen worden. Ook worden via de wortels chemicaliën afgescheiden die het groeien van andere planten tegenwerken (onder andere esdoorns). Door sommigen wordt deze plant, net als de vergelijkbare late guldenroede (Solidago gigantea), dan ook als een invasieve soort gezien. Vanwege de late, nectarrijke bloei die gunstig is voor insecten die plaagdieren bestrijden, wordt de plant echter ook bewust ingezet in mengculturen
De plant kan tot ruim 2 meter hoog worden met vaak naar één zijde gekeerde bloempluimen. De lancetvormige, parallelnervige bladeren zijn aan de toppen licht getand. De randen van de bladeren en de nerven aan de onderkant van het blad alsmede de hogere delen van de stengels zijn donzig behaard, waarmee de plant zich onderscheidt van de kale late guldenroede.
Canadese guldenroede bloeit van juli tot in de herfst (in sommige gebieden tot oktober) met nectarrijke gele bloempjes waarmee het laat in het jaar nog een populaire drachtplant is voor veel vliegen, bijen, hommels, wespen en andere insecten. De bloemhoofdjes hebben een honingraatstructuur en bestaan uit lint- en buisbloemen, waarbij de lintbloemen niet langer zijn dan de buisbloemen en niet buiten de bloem uitsteken. De pappus bestaat uit een rij haarachtige borstels. Het omwindsel is 2–3 mm lang.

## Toepassingen
Er kunnen diverse tinten kleurstof aan de plant onttrokken worden.

## Namen in andere talen
- Deens: Canadisk gyldenris
- Duits: Kanadische Goldrute, Kanadische Goldraute
- Engels: Canada goldenrod, Canadian goldenrod
- Litouws: kanadinė rykštenė
- Pools: nawłoć kanadyjska